# Glastaria glastifolia
Glastaria glastifolia är en korsblommig växtart som först beskrevs av Dc., och fick sitt nu gällande namn av Carl Ernst Otto Kuntze. Glastaria glastifolia ingår i släktet Glastaria och familjen korsblommiga växter. Inga underarter finns listade i Catalogue of Life.